# Президентские выборы в Чили (1946)
Президентские выборы в Чили проходили 4 сентября 1946 года. Новым президентом вновь стал кандидат от Радикальной партии и Демократического альянса Габриэль Гонсалес Видела, получивший 40% голосов избирателей и 75% в Национальном Конгрессе.

## Избирательная система
Выборы проходили по абсолютной мажоритарной системе, по которой кандидат, получивший более 50% голосов, считался избранным. В случае, если ни один из кандидатов не набирал более 50% голосов, собрание Национального Конгресса на общей сессии голосовало за двух кандидатов, набравших наибольшее число голосов. На этих выборах впервые со времени введения этих правил прямых выборов в 1925 году оказалась необходима сессия Конгресса, т. к.  главный кандидат набрал менее 50%.

## Результаты
| Кандидат                                                                                         | Партия                              | Всенародное голосование | Всенародное голосование | Парламентское голосование | Парламентское голосование |
| Кандидат                                                                                         | Партия                              | Голоса                  | %                       | Голоса                    | %                         |
| ------------------------------------------------------------------------------------------------ | ----------------------------------- | ----------------------- | ----------------------- | ------------------------- | ------------------------- |
| Габриэль Гонсалес Видела                                                                         | Радикальная партия                  | 192 207                 | 40,2                    | 138                       | 75,0                      |
| Эдуардо Круз-Коке                                                                                | Консервативная партия               | 142 441                 | 29,8                    | 46                        | 25,0                      |
| Фернандо Алессандри                                                                              | Либеральная партия                  | 131 023                 | 27,4                    |                           |                           |
| Бернандо Ибаньес                                                                                 | Социалистическая партия             | 12 114                  | 2,5                     |                           |                           |
| Прочие                                                                                           | Прочие                              | 16                      | 0.0                     |                           |                           |
| Недействительные/пустые бюллетени                                                                | Недействительные/пустые бюллетени   | 1 509                   | –                       | 1                         | –                         |
| Всего                                                                                            | Всего                               | 479 310                 | 100                     | 185                       | 100                       |
| Зарегистрированных избирателей/Явка                                                              | Зарегистрированных избирателей/Явка | 631 257                 | 75,9                    | 192                       | 96,4                      |
| Источник: Nohlen, Chilean Electoral Database Архивная копия от 4 февраля 2012 на Wayback Machine |                                     |                         |                         |                           |                           |